# Norbert Balatsch
Norbert Balatsch est un chef de chœur autrichien né le 10 mars 1928 à Vienne et mort le 6 mai 2020.

## Biographie
Norbert Balatsch naît le 10 mars 1928 à Vienne,.
Il étudie la médecine et la musique, à l'Académie de musique de Vienne (en musique de chambre et direction de chœur), tout en prenant des leçons particulières de violoncelle et de piano.
Enfant, il est membre des Petits Chanteurs de Vienne, entre 1938 et 1944, avant d'être chef de chœur au sein de l'ensemble,.
Norbert Balatsch fonde ensuite un chœur de jeunes avec lequel il remporte plusieurs prix en Autriche et dirige le Chœur d'hommes de Vienne, entre 1953 et 1983,.
En 1952, il entre comme choriste à l'Opéra d'État de Vienne, où il fait carrière avant d'en diriger le chœur entre 1968 et 1983,,.
En 1972, il succède à Wilhelm Pitz à la direction du chœur du Festival de Bayreuth, poste qu'il occupe jusqu'en 1999, et devient directeur de la Wiener Hofmusikkapelle (en), jusqu'en 1983,,.
En parallèle, Norbert Balatsch dirige le Chœur Philharmonia (en) de Londres, entre 1974 et 1979, puis celui de l'Académie Sainte-Cécile de Rome, de 1983 à 1999,.
Il collabore avec de grands chefs et prépare les chœurs lors de nombreux enregistrements. Dans ce cadre, il est lauréat de deux Grammy Awards de la meilleure interprétation chorale, pour le Requiem de Mozart en 1981 avec Carlo Maria Giulini et le Philharmonia Orchestra & Chorus, et la Passion selon saint Matthieu de Bach sous la direction de Nikolaus Harnoncourt,,.
À partir de 1984, Norbert Balatsch est aussi directeur du chœur de l'Académie musicale Chigiana de Sienne,.
En 1992, il est nommé conseiller artistique et chef des chœurs à l'Opéra de Rome.
De 1999 à 2001, il est directeur artistique des Petits Chanteurs de Vienne. Dans les années 2000, il participe au Festival de Saint-Denis, où il dirige notamment le Chœur de Radio France en 2004.
Norbert Balatsch meurt le 6 mai 2020, à l'âge de 92 ans,,.